# Coefficients d'Einstein

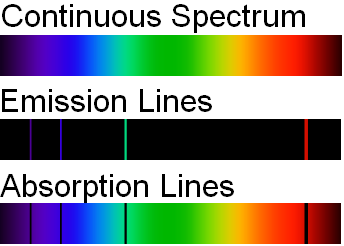
Raies d'émission et d'absorption comparées à spectre continu.

On désigne par coefficients d'Einstein un ensemble de coefficients permettant de décrire de manière simple et empirique les phénomènes d'absorption, d'émission spontanée et d'émission stimulée de photons par un atome. Cette description est couramment utilisée en physique des lasers.
L'émission ou l'absorption d'un photon par un atome est toujours accompagnée par une transition entre deux niveaux d'énergie du cortège électronique (on peut souvent considérer que seul l'électron de plus haute énergie est concerné par les transitions). La discrétisation des niveaux d'énergies atomiques conduit à une discrétisation en longueur d'onde des photons mis en jeu : on observe des spectres de raies.
- Une raie d'émission se forme lorsqu'un électron effectue une transition d'un niveau d'énergie discret E2 à un plus bas niveau d'énergie E1, en émettant un photon d'énergie et longueur d'onde particuliers. Un spectre composé d'un grand nombre de tels photons montrera un pic d'émission à la longueur d'onde associée à ces photons.
- Une raie d'absorption se forme lorsqu'un électron effectue une transition d'un plus bas niveau d'énergie E1 à un état d'énergie discret plus élevé E2, un photon étant absorbé dans le processus. Ces photons absorbés proviennent généralement du rayonnement continu de fond et un spectre montrera une chute dans le rayonnement continu à la longueur d'onde associée aux photons absorbés.

D'après le principe de conservation de l'énergie, le photon émis ou absorbé dans le processus a pour énergie E2 - E1. La fréquence ν à laquelle apparaît la raie spectrale est liée à l'énergie du photon par la condition de fréquence de Bohr, où h désigne la constante de Planck.
La théorie des coefficients d'Einstein se limite au cas où les deux états sont des états liés dans lesquels les électrons restent liés aux atomes, de sorte que la transition est parfois appelée transition « lié-lié », par opposition à une transition dans laquelle l'électron est complètement éjecté de l'atome (transition « lié-libre »), ce qui laisse un atome ionisé et génère un rayonnement continu, l'électron émis pouvant prendre n'importe quelle énergie.

## Coefficients d'absorption et d'émission
Une raie spectrale atomique se réfère à un événement d'émission et absorption dans un gaz où {\displaystyle n_{2}} désigne la densité d'atomes dans l'état d'énergie supérieur pour la ligne et {\displaystyle n_{1}} désigne la densité d'atomes dans l'état d'énergie plus bas pour la ligne.
L'émission d'une ligne de rayonnement atomique de fréquence ν peut être décrite par un coefficient d'émission {\displaystyle \epsilon } possédant les unités d'énergie/temps/volume/angle solide. ε dt dV dΩ désigne alors l'énergie émise par un élément de volume {\displaystyle dV} en un temps {\displaystyle dt} avec un angle solide {\displaystyle d\Omega } :
{\displaystyle \epsilon ={\frac {h\nu }{4\pi }}n_{2}A_{21}\,}
où {\displaystyle A_{21}} est le coefficient d'Einstein pour une émission spontanée, qui est fixé par les propriétés intrinsèques de l'atome en question pour les deux niveaux d'énergie pertinents.
L'absorption d'une ligne de rayonnement atomique peut être décrite par un coefficient d'absorption {\displaystyle \kappa } d'unité 1/longueur. L'expression κ dx donne la fraction de la luminance absorbée pour un rayon de lumière de fréquence ν parcourant une distance dx. Le coefficient d'absorption est donné par : 
{\displaystyle \kappa ={\frac {h\nu }{4\pi }}~(n_{1}B_{12}-n_{2}B_{21})\,}
où {\displaystyle B_{12}} et {\displaystyle B_{21}} sont les coefficients d'Einstein pour, respectivement, l'absorption et l'émission induite de photons. À l'instar du coefficient {\displaystyle A_{21}}, ces derniers sont fixés par les propriétés intrinsèques de l'atome pour les deux niveaux d'énergie pertinents. En thermodynamique et dans l'application des lois de Kirchhoff, il est nécessaire que l'absorption totale corresponde à la somme algébrique de deux composantes, décrites respectivement par {\displaystyle B_{12}} et {\displaystyle B_{21}}, qui peuvent être considérées comme des absorptions positive et négative, c'est-à-dire, respectivement, l'absorption directe du photon et ce qui est couramment appelée l'émission induite ou stimulée,,.
Les équations ci-dessus ne tiennent pas compte des divers mécanismes physiques qui font qu'un intervalle de fréquence de photons émis ou absorbés doit être considéré à la place d'une fréquence unique. Expérimentalement, l'émission ou l'absorption de photons, correspondant à une transition entre deux niveaux atomiques, donne lieu à une raie spectrale que l'on peut observer à l'aide d'un spectromètre et dont la forme est décrite par une distribution statistique {\displaystyle \textstyle f(\nu )} ; l'absorption est donc elle-même décrite par une distribution :
{\displaystyle \kappa ^{*}(\nu )={\frac {h\nu }{4\pi }}~(n_{1}B_{12}-n_{2}B_{21})f(\nu )}
Par convention, la distribution {\displaystyle \textstyle f(\nu )} est normalisée à 1. De la même manière, le coefficient d'émission devient :
{\displaystyle \epsilon ^{*}(\nu )={\frac {h\nu }{4\pi }}n_{2}A_{21}f(\nu )}
dont l'unité physique est W m-3 sr-1 s-1.
Dans des conditions d'équilibre thermodynamique, les densités {\displaystyle n_{2}} et {\displaystyle n_{1}}, les coefficients d'Einstein et la densité d'énergie spectrale contiennent suffisamment d'informations pour déterminer les taux d'émission et d'absorption.

### Conditions d'équilibre
Les densités {\displaystyle n_{2}} et {\displaystyle n_{1}} sont déterminées par l'état physique du gaz dans lequel se produit la raie spectrale, incluant la radiance spectrale locale (ou, dans certaines présentations, la densité d'énergie radiale spectrale locale). Lorsque cet état est soit un strict équilibre thermodynamique, soit un équilibre thermodynamique local, la distribution des états atomiques d'excitation (incluant {\displaystyle n_{2}} et {\displaystyle n_{1}}) détermine les taux d'absorption et d'émission de telle sorte que la loi du rayonnement de Kirchhoff est respectée. En strict équilibre thermodynamique, le champ de rayonnement est un rayonnement de corps noir et est décrit par la loi de Planck. Pour un équilibre thermodynamique local, le champ de rayonnement n'est pas nécessairement un champ de corps noir, mais le taux de collisions interatomiques excède largement les taux d'absorption et d'émission pour des quanta de lumière, de sorte que les collisions interatomiques dominent entièrement la distribution des états d'excitation atomique. Dans certaines conditions, l'équilibre thermodynamique local ne peut prévaloir, parce que les puissants effets de rayonnement « submergent » la tendance à la distribution des vitesses moléculaires de Maxwell-Boltzmann. Par exemple, dans l'atmosphère du Soleil, la puissance du rayonnement domine. Dans la partie supérieure de l'atmosphère de la Terre, à des altitudes supérieures à 100 km, la rareté des collisions intermoléculaires est décisive.
Dans les cas d'équilibre thermodynamique et d'équilibre thermodynamique local, la densité des atomes, excités et non excités, peut être calculée à partir de la distribution de Maxwell-Boltzmann. Toutefois, dans d'autres cas (lasers, etc.), les calculs sont plus complexes.

## Coefficients d'Einstein
En 1916, Albert Einstein a proposé l'existence de trois processus dans la formation de raies spectrales atomiques. Ces trois procédés sont appelés émission spontanée, émission stimulée et absorption. À chacun est associé un coefficient d'Einstein, qui est une mesure de la probabilité que ces procédés se produisent. Einstein a considéré le cas d'un rayonnement isotrope de fréquence ν et de densité de puissance spectrale ρ (ν) (c'est-à-dire l'énergie électromagnétique par unité de fréquence et de volume, exprimée en J.s.m-3). Parfois, le rayonnement spectral de corps noir est employé au lieu de la densité d'énergie de rayonnement spectrale.

### Émission spontanée

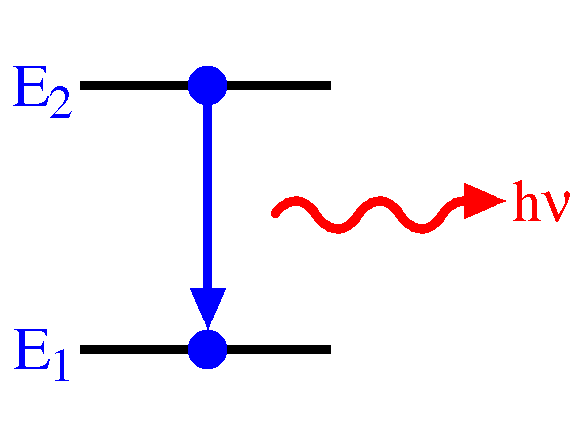
Schéma d'une émission atomique spontanée

L'émission spontanée est le processus par lequel un électron passe d'un niveau d'énergie plus élevé à un niveau d'énergie plus bas « spontanément » (sans influence externe).  Ce processus est aléatoire, et le coefficient d'Einstein usuellement noté A21 (s-1) donne la probabilité, par unité de temps, pour qu'un atome dans l'état d'énergie {\displaystyle E_{2}} passe dans l'état {\displaystyle E_{1}}en émettant un photon d'énergie {\displaystyle E_{2}-E_{1}=h\nu }.
Pour plusieurs raisons (effet Doppler, largeur naturelle...), la raie émise possède en réalité une certaine largeur spectrale {\displaystyle \Delta \nu }.
Si l'on note {\displaystyle n_{i}} la population atomique dans l'état d'énergie {\displaystyle E_{i}}, alors l'évolution de la population de l'état 2 est décrite par l'équation :
{\displaystyle \left({\frac {dn_{2}}{dt}}\right)_{e.sp.}=-A_{21}n_{2}}
Ce procédé a également pour effet d'augmenter la population de l'état 1 :
{\displaystyle \left({\frac {dn_{1}}{dt}}\right)_{e.sp.}=A_{21}n_{2}}

### Émission stimulée

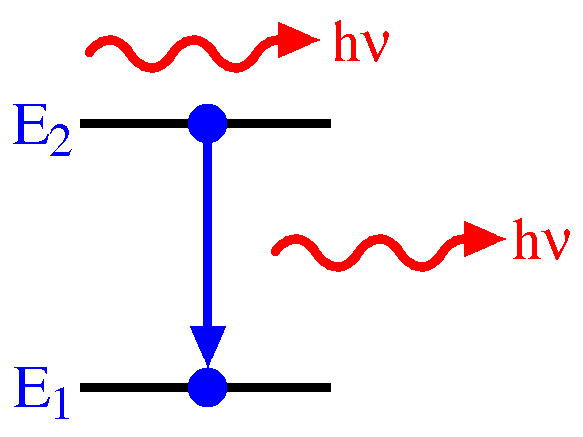
Schéma d'une émission atomique stimulée

Le processus d'émission stimulée est assez similaire à celui d'émission spontanée, à ceci près qu'il ne peut se produire qu'en présence d'un rayonnement électromagnétique de fréquence {\displaystyle \nu ={\frac {1}{h}}(E_{2}-E_{1})} où {\displaystyle E_{1}} et {\displaystyle E_{2}} sont les énergies des deux niveaux de la transition considérée. Le photon alors émis est cohérent avec le rayonnement incident : en phase, de même polarisation et de même direction de propagation. C'est le processus clef du fonctionnement des lasers.
Cette fois-ci, la probabilité du processus est proportionnelle à la population de l'état 2 et à la luminance {\displaystyle \textstyle L_{\nu }} du rayonnement incident à la fréquence {\displaystyle \nu }, intégrée sur toutes les directions. Le coefficient d'Einstein {\displaystyle B_{21}} décrivant ce processus peut alors être interprété comme une probabilité de transition par unité de temps et de densité spectrale de flux d'énergie (il s'exprime alors en J−1 m3 s-2).
Les variations de population s'écrivent :
{\displaystyle \left({\frac {dn_{2}}{dt}}\right)_{e.st.}=-B_{21}n_{2}\rho (\nu )\,,\quad \left({\frac {dn_{1}}{dt}}\right)_{e.st.}=B_{21}n_{2}\rho (\nu )}
où {\displaystyle \textstyle \rho (\nu )=\int _{\mathbf {\Omega } }L_{\nu }{\mathsf {d}}\mathbf {\Omega } } (unité J⋅m−2).
Le rayonnement incident peut être extérieur au système (appliqué par l'opérateur), ou interne (par exemple s'il est émis par d'autres atomes du système considéré).

### Absorption de photons

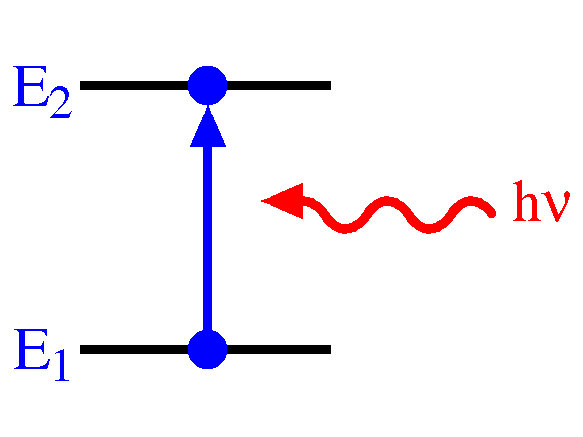
Schéma d'une absorption atomique

Le processus d'absorption d'un photon par un atome est l'inverse des deux processus étudiés précédemment : cette fois-ci, l'atome est initialement dans l'état désexcité d'énergie {\displaystyle E_{1}}, et il va capter l'énergie d'un photon de fréquence {\displaystyle \nu ={\frac {1}{h}}(E_{2}-E_{1})} pour passer dans l'état d'énergie {\displaystyle E_{2}}.
Ce processus est décrit par le troisième coefficient d'Einstein, usuellement noté {\displaystyle B_{12}} (J−1 m3 s-2). L'effet de ce processus sur les populations des états 1 et 2 s'écrit alors :
{\displaystyle \left({\frac {dn_{2}}{dt}}\right)_{abs.}=B_{12}n_{1}\rho (\nu )\,,\quad \left({\frac {dn_{1}}{dt}}\right)_{abs.}=-B_{12}n_{1}\rho (\nu )}

### Relations entre les coefficients

#### Expressions
En considérant une assemblée d'atomes à l'équilibre thermodynamique, on obtient deux relations entre les coefficients d'Einstein, qui ramènent la description de ces trois processus à la détermination expérimentale d'une seule inconnue (qui dépend de l'atome et de la transition considérés) : 
- {\displaystyle g_{2}B_{21}=g_{1}B_{12}}   où {\displaystyle g_{i}} est la dégénérescence du niveau d'énergie {\displaystyle E_{i}}.
- {\displaystyle A_{21}={\frac {8\pi h\nu ^{3}}{c^{3}}}B_{21}}   avec h la constante de Planck et c la vitesse de la lumière.

#### Démonstration
Les coefficients d'Einstein sont associés à une transition donnée d'un atome donné, mais ne dépendent en aucun cas de l'état de l'assemblée d'atome considérée, ni des populations des différents états considérés. De plus, les processus décrit par ces coefficients ne dépendent que des populations des deux états concernés par la transition, et n'agissent que sur ces populations.
À l'équilibre thermodynamique, toutes les caractéristiques du système considéré sont stationnaires. En particulier, les populations de tous les états excités doivent rester en moyenne constantes au cours du temps. On peut en déduire, via la notion d'équilibre détaillé, que toutes les transitions possibles ont un effet moyen nul sur les populations des niveaux concernés : les trois processus décrits précédemment doivent statistiquement s'équilibrer pour une transition donnée.
On peut alors écrire :
{\displaystyle \left({\frac {dn_{1}}{dt}}\right)_{tot}=A_{21}n_{2}+B_{21}n_{2}\rho (\nu )-B_{12}n_{1}\rho (\nu )=0} avec {\displaystyle \nu ={\frac {E_{2}-E_{1}}{h}}}
L'hypothèse de l'équilibre thermodynamique nous fournit également une expression de la répartition des atomes sur les niveaux d'énergies accessibles (donnée par la distribution de Maxwell-Boltzmann), et de la densité de puissance spectrale du rayonnement électromagnétique, donnée par la loi de Planck. On a alors : 
- {\displaystyle {\frac {n_{i}}{n}}={\frac {g_{i}e^{-\beta E_{i}}}{Z}}}    avec {\displaystyle \beta ={\frac {1}{k_{B}T}}} ;  {\displaystyle k_{B}} la constante de Boltzmann et {\displaystyle T} la température, {\displaystyle g_{i}} la dégénérescence du niveau d'énergie et {\displaystyle Z} la fonction de partition.
- {\displaystyle \rho (\nu )=4\pi B_{\nu }={\frac {8\pi h\nu ^{3}}{c^{3}}}{\frac {1}{e^{\beta h\nu }-1}}={\frac {F(\nu )}{e^{\beta h\nu }-1}}}  avec h la constante de Planck et c la vitesse de la lumière.

En introduisant ces expressions dans l'équation de l'équilibre thermodynamique, on obtient :
{\displaystyle A_{21}g_{2}e^{-\beta E_{2}}+B_{21}g_{2}e^{-\beta E_{2}}\rho (\nu )-B_{12}g_{1}e^{-\beta E_{1}}\rho (\nu )=0}
d'où :
{\displaystyle A_{21}g_{2}(e^{\beta h\nu }-1)+B_{21}g_{2}F(\nu )=B_{12}g_{1}e^{\beta h\nu }F(\nu )}
et donc :
{\displaystyle \left(g_{2}A_{21}-g_{1}B_{12}F(\nu )\right)e^{\beta h\nu }+g_{2}\left(B_{21}F(\nu )-A_{21}\right)=0}
ce qui est vrai pour n'importe quelle température, et donc pour tout {\displaystyle \beta }. Donc :
{\displaystyle g_{2}A_{21}-g_{1}B_{12}F(\nu )=0}
et :
{\displaystyle B_{21}F(\nu )-A_{21}=0}
d'où finalement les relations entre les coefficients d'Einstein : 
- {\displaystyle A_{21}=F(\nu )B_{21}={\frac {8\pi h\nu ^{3}}{c^{3}}}B_{21}}
- {\displaystyle g_{2}B_{21}=g_{1}B_{12}}

#### Conversion des résultats dans l'espace des longueurs d'onde
Pour convertir les relations précédentes dans l'espace des longueurs d'onde ({\displaystyle \nu \rightarrow \lambda }), on peut répartir de l'équation du bilan détaillé exprimé en fonction de la longueur d'onde λ:
{\displaystyle \left({\frac {dn_{1}}{dt}}\right)_{tot}=A_{21}n_{2}+B_{21}n_{2}\rho (\lambda )-B_{12}n_{1}\rho (\lambda )=0} avec {\displaystyle \lambda \,\nu =c}
et {\displaystyle \rho (\lambda )} donné par :
{\displaystyle \rho (\lambda )=\left|{\frac {d\nu }{d\lambda }}\right|\rho (\nu )={\frac {8\pi hc}{\lambda ^{5}}}{\frac {1}{e^{\beta {\frac {hc}{\lambda }}}-1}}={\frac {F(\lambda )}{e^{\beta {\frac {hc}{\lambda }}}-1}}} avec {\displaystyle F(\lambda )={\frac {8\pi hc}{\lambda ^{5}}}}
Le rapport {\displaystyle \left|{\frac {d\nu }{d\lambda }}\right|} est le jacobien permettant de passer d'un espace à l'autre.
On remarque que la forme de l'équation du bilan détaillé pour λ est la même que pour {\displaystyle \nu } (voir démonstration précédente). On trouve donc les relations suivantes pour les coefficients d'Einstein:
- {\displaystyle A_{21}=F(\lambda )B_{21}={\frac {8\pi hc}{\lambda ^{5}}}B_{21}}
- {\displaystyle g_{2}B_{21}=g_{1}B_{12}}

Comme le coefficient {\displaystyle A_{21}} est égale à l'inverse du temps charactéristique de désexcitation spontanée, sa valeur est invariante peu importe le choix de l'espace de travail (longueur d'onde ou fréquence); seuls les coefficients {\displaystyle B_{12}} et {\displaystyle B_{21}}dépendent du choix de cet espace car seul la quantité {\displaystyle B_{ij}\rho } est invariante et correspond à des {\displaystyle s^{-1}}.